# Agrypon melanomerum
Agrypon melanomerum är en stekelart som beskrevs av Förster 1860. Agrypon melanomerum ingår i släktet Agrypon och familjen brokparasitsteklar. Inga underarter finns listade i Catalogue of Life.